# كيفن أوسي
كيفن أوسي (بالإنجليزية: Kevin Osei)‏ (26 مارس 1991 بمارسيليا في فرنسا - ) هو لاعب كرة قدم غاني في مركز الوسط. لعب مع أولمبيك مارسيليا وفاسلاند بيفيرين ونادي بايون ونادي كارلايل يونايتد.

## وصلات خارجية
- كيفن أوسي على موقع قاعدة بيانات كرة القدم.إي يو (الإنجليزية)
- كيفن أوسي على موقع Soccerway.com (الإنجليزية)
- كيفن أوسي على موقع AS.com (الإسبانية)